# Trượt băng nằm sấp tại Thế vận hội Mùa đông 2018
Trượt băng nằm sấp tại Thế vận hội Mùa đông 2018 được tổ chức tại Alpensia Sliding Centre gần Pyeongchang, Hàn Quốc. Các nội dung thi đấu diễn ra từ ngày 15 đến ngày 17 tháng 2 năm 2018. Tổng cộng có hai nội dung thi đấu được tổ chức, một nội dung cho nam và một nội dung cho nữ.

## Vòng loại
Tổng cộng có 50 điểm chỉ tiêu dành cho vận động viên để tham gia thi đấu tại Thế vận hội. Tối đa 30 nam và 20 nữ có thể hội đủ điều kiện. Vòng loại này dựa trên bảng xếp hạng thế giới vào ngày 14 tháng 1 năm 2018.

## Lịch thi đấu
Sau đây là lịch thi đấu cho tất cả các nội dung thi đấu.
Tất cả theo thời gian (UTC+9).
| Ngày       | Giờ   | Nội dung            |
| ---------- | ----- | ------------------- |
| 15 tháng 2 | 10:00 | Đơn nam lượt 1 và 2 |
| 16 tháng 2 | 09:30 | Đơn nam lượt 3 và 4 |
| 16 tháng 2 | 20:20 | Đơn nữ lượt 1 và 2  |
| 17 tháng 2 | 20:20 | Đơn nữ lượt 3 và 4  |

## Tóm tắt huy chương

### Bảng huy chương
| Hạng               | Đoàn                               | Vàng | Bạc | Đồng | Tổng số |
| ------------------ | ---------------------------------- | ---- | --- | ---- | ------- |
| 1                  | Anh Quốc (GBR)                     | 1    | 0   | 2    | 3       |
| 2                  | Hàn Quốc (KOR)                     | 1    | 0   | 0    | 1       |
| 3                  | Vận động viên Olympic từ Nga (OAR) | 0    | 1   | 0    | 1       |
| 3                  | Đức (GER)                          | 0    | 1   | 0    | 1       |
| Tổng số (4 đơn vị) | Tổng số (4 đơn vị)                 | 2    | 2   | 2    | 6       |

### Nội dung thi đấu
| Nội dung | Vàng                     | Vàng    | Bạc                                            | Bạc     | Đồng                       | Đồng    |
| -------- | ------------------------ | ------- | ---------------------------------------------- | ------- | -------------------------- | ------- |
| Nam      | Yun Sung-bin · Hàn Quốc  | 3.20.55 | Nikita Tregubov · Vận động viên Olympic từ Nga | 3.22.18 | Dominic Parsons · Anh Quốc | 3.22.20 |
| Nữ       | Lizzy Yarnold · Anh Quốc | 3:27.28 | Jacqueline Lölling · Đức                       | 3:27.73 | Laura Deas · Anh Quốc      | 3:27.90 |

## Các quốc gia tham gia
Tổng cộng có 50 vận động viên đến từ 24 quốc gia (bao gồm cả IOC của Vận động viên Olympic từ Nga) tham gia. Số lượng vận động viên mỗi Ủy ban Olympic Quốc gia (NOC) được thể hiện trong ngoặc đơn. Bảy quốc gia đã tham gia Thế vận hội Mùa đông lần đầu tiên trong môn thể thao này gồm: Bỉ, Trung Quốc, Ghana, Jamaica, Hà Lan, Nigeria và Ukraina.
- Úc (2)
- Áo (2)
- Bỉ (1)
- Canada (6)
- Trung Quốc (1)
- Đức (6)
- Ghana (1)
- Anh Quốc (4)
- Israel (1)
- Ý (1)
- Jamaica (1)
- Nhật Bản (3)
- Latvia (3)
- Hà Lan (1)
- New Zealand (1)
- Nigeria (1)
- Na Uy (1)
- Vận động viên Olympic từ Nga (2)
- România (2)
- Hàn Quốc (3)
- Tây Ban Nha (1)
- Thụy Sĩ (1)
- Ukraina (1)
- Hoa Kỳ (4)